# Громадянська війна в Грузії
Громадянська війна в Грузії — збройний конфлікт у межах Грузії, що тривав з грудня 1991 до грудня 1993 року між прибічниками першого президента Грузії Звіада Гамсахурдії та опозицією до його уряду. Причиною конфлікту стало фактичне силове усунення Гамсахурдії з посту президента, що стало відповіддю на придушення виступів опозиції восени 1991 року, у результаті чого наприкінці грудня 1991 року в ході військових дій опозиція отримала контроль над низкою стратегічних об'єктів у Тбілісі, зокрема й парламентом. Після втечі з країни Гамсахурдії влада перейшла спочатку до Військової ради Грузії, утвореної лідерами заколоту, а після виборів у березні 1992 року до Державної ради Грузії, яку за результатами волевиявлення очолив Едуард Шеварнадзе.
Влітку 1993 року прибічники Гамсахурдії зайняли місто Зугдіді. Протягом кількох місяців звіадисти оволоділи значними територіями на заході Грузії та розпочали наступ на Кутаїсі, що дозволило Гамсахурдії у вересні повернутися до країни та очолити в Зугдіді уряд у вигнанні. Побоюючись наступу на Кутаїсі, Шеварнадзе звернувся по військову підтримку до Росії, оскільки грузинська армія була деморалізована після поразки у Війні в Абхазії. У результаті бойових дій восени 1993 року звіадисти були переможені, а сам Гамсахурдія був змушений переховуватися в горах до своєї загибелі 31 грудня 1993 року.
Громадянське протистояння відбувалося паралельно з війнами у Південній Осетії та Абхазії проти місцевих сепаратистів.

## Передумови
Після вторгнення радянських військ у Грузію 1921 року, Грузія стала однією із союзних республік СРСР. Репресії національних рухів та складна економічна та політична ситуація в державі призвели до зростання протестних настроїв, які стали активнішими в часи перебудови наприкінці 80-х років. Кульмінацією протестних рухів стала Трагедія 9 квітня 1989 року, яка забрала життя 21 людини. У цей час протести наростали не лише в Грузії, а й в інших республіках СРСР, що зрештою призвело до того, що влада дозволила опозиційним партіям брати участь у виборах. 28 жовтня 1991 року на виборах до Верховної Ради Грузії переміг виборчий блок Круглий Стіл - Вільна Грузія на чолі із дисидентом Звіадом Гамсахурдією.
Розпад СРСР призвів до зростання міжетнічних протистоянь по всій державі, зокрема і в Грузії. У вересні 1990 року Рада народних депутатів Південноосетинської автономної області проголосила утворення радянської демократичної республіки. У відповідь новообраний грузинський уряд скасував автономію Південної Осетії і в перші дні 1991 року ввів війська на її територію, що вилилося у збройне протистояння, що протривало півтора року та призвело до втрати Грузією контролю над 60 % території Південної Осетії.
9 квітня 1991 року, на другу річницю Тбіліської трагедії, Верховна Рада Грузії підписала Акт про відновлення незалежності Грузії та призначила Гамсахурдію тимчасовим президентом держави. Втім, незабаром він виграв вибори, набравши 86 % голосів. Парламент наділив президента великими повноваженнями, як-от:
- Право вето на будь-яке рішення уряду
- Право самостійно оголошувати війну або воєнний стан
- Повноваження призначати прем'єр-міністра, голову Верховного суду, генерального прокурора та головнокомандувача Збройними силами.
- Повну недоторканність

Також почалися закриття прорадянських газет, були закриті журнал «Молодь Грузії», звинувачений у зв'язках із КДБ, та незалежна газета «Іберія». По телевізору стали показувати лише передачі, що схвалювали політику Гамсахурдії. Міжнародна преса почала також зазнавати репресій.
У лютому були заарештовані 10 членів опозиційної до Гамсахурдіа Національно-демократичної партії Грузії та 56 членів воєнізованої організації Мхедріоні, включно із її лідером Джабою Іоселіані, колишнім кримінальним авторитетом. 18 серпня троє міністрів, зокрема прем'єр-міністр країни Тенгіз Сігуа, пішли у відставку та приєднались до опозиції, звинувативши президента у тому, що він став «тоталітарним демагогом». Наступного дня Гамсахурдіа сам очолив міністерства внутрішніх справ та юстиції.

## Хід війни

### Військовий переворот

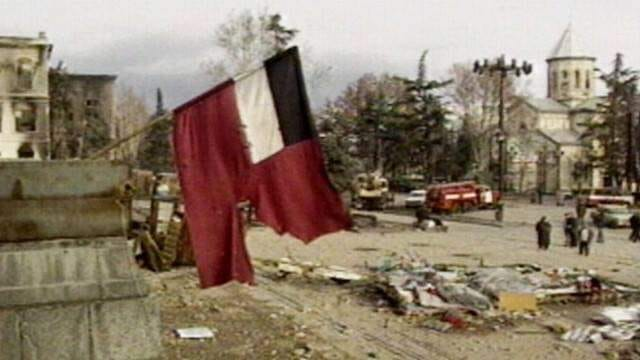
Проспект Руставелі після сутичок

2 вересня відбулася масова демонстрація Національно-демократичної партії з вимогами визволення лідерів опозиції та відставки уряду і президента. Сили МВС та армія відкрили вогонь у натовп, внаслідок чого троє протестувальників були поранені. Ще більше опозиційних політиків були заарештовані, зокрема лідер НДП Георгій Чантурія. 24 вересня у Тбілісі було оголошено надзвичайний стан. Частина Національної гвардії на чолі із Тенгізом Кітовані та Мхедріоні підтримали опозицію. Зрештою 20 грудня вони розпочали військовий переворот, який перейшов у криваві протистояння на вулицях Тбілісі. За два дні вони взяли під контроль ряд офіційних установ та атакували парламент, у бункері якого переховувався Гамсахурдіа. Два тижні на проспекті Руставелі точилися вуличні бої, внаслідок яких загинуло 113 осіб.
6 січня 1992 року Звіад Гамсахурдіа виїхав до Азербайджану, потім до Вірменії, а зрештою до Ічкерії, де його прийняли з почестями і дали можливість сформувати уряд у вигнанн..
Після успішного перевороту владу в країні захопила Військова рада, яку очолив тріумвірат із Іоселіані, Сігуа та Кітовані. Вони незабаром передали владу колишньому міністру закордонних справ СРСР Едуарду Шеварнадзе, який повернувся в Грузію в березні 1992 року. На позачергових виборах він був обраний президентом держави.

### Спротив звіадистів
Незважаючи на відсутність Гамсахурдіа в Грузії, він залишався популярним у країні політиком, особливо серед сільського населення Мінгрелії, його рідного регіону. Наступні два роки напруження тільки наростало: прихильники скинутого президента збирались на демонстрації, які жорстоко придушувались новою владою, та встановили контроль над частиною Мінгрелії. Один із найсерйозніших інцидентів стався 24 червня 1992 року, коли звіадисти захопили телецентр у Тбілісі на декілька годин. 9 липня поблизу села Канті прихильники Гамсахурдіа викрали заступника прем'єр-міністра Грузії Александра Кавсадзе. 11 серпня під час перемовин про повернення Кавсадзе звіадисти взяли в полон ще 12 державних діячів Грузії. Наступного дня Шеварнадзе ввів війська у Мінгрелію з метою визволення заручників та охорони стратегічно важливої залізниці.
Незабаром після введення військ, 14 серпня, грузинська армія під тим самим приводом увійшла на територію автономної Абхазії, яка 23 липня проголосила свою незалежність. Розпочалась війна, яка протривала рік і закінчилась перемогою сепаратистів.

### Конфлікт 1993 року

Карта бойових дій у червні-жовтні 1993 року.

Карта бойових дій у жовтні 1993 року — січні 1994 року.

Під час війни в Абхазії став рости вплив грузинського народного ополчення на чолі з Вахтангом «Лоті» Кобалією, одним із прихильників Гамсахурдії. Воно мало серйозні успіхи на фронті, які були відмічені навіть Едуардом Шеварнадзе. Однак загальна військова ситуація була для Грузії провальною: абхази за підтримки Росії проводили успішний контрнаступ, захопивши Гагру та взявши в облогу Сухумі. На тлі поразок популярність Шеварнадзе серед грузинів стала падати. 9—10 липня в Зугдіді 72 колишні депутати
Верховної ради Грузії часів Гамсахурдії провели засідання та ухвалили рішення про «повернення законної влади» на території регіону. За липень та серпень озброєні загони Кобалії, який став міністром оборони звіадистського уряду, взяли під контроль більшу частину Мінгрелії. У ніч з 14 на 15 вересня вони блокували залізничну магістраль Батумі—Тбілісі. 24 вересня Гамсахурдіа прибув у Зугдіді.
Уряд Шеварнадзе під тиском обставин ухвалив рішення про вступ Грузії до СНД та прохання про введення російських військ для захисту влади. 17 жовтня звіадисти взяли під контроль місто Самтредія, 19 жовтня — Ланчхуті. Наступного дня звіадисти розпочали наступ на Кутаїсі, але вже 22 жовтня урядові війська за підтримки РФ розпочали контрнаступ, за декілька днів вони змогли повернути контроль над містами Озургеті, Сенакі, Хоні, і Ланчхуті. Увечері 28 жовтня було взяте містечко Хобі, після чого Гамсахурдія звільнив Кобалію з посади, але це нічого не змінило. 6 листопада війська Шеварнадзе без бою увійшли в Зугдіді. Гамсахурдія та його найближчі соратники втекли до лісів неподалік. 31 грудня за невідомихих обставин Звіад Гамсахурдія загинув. Серед основних версій смерті розглядаються самогубство, убивство урядовими військами або отруєння.

## Участь УНА-УНСО
УНСО сформувало добровольчий загін «Арго», що воював у грузино-абхазькому конфлікті. Згодом УНСО залучили до боїв проти звіадистів. Офіційною позицією УНА-УНСО — було невтручання у громадянську війну в Грузії, проте є підтвердження у спогадах ветеранів, що унсовці брали участь у боях з опозиційними військами Лоті Кобалії на боці офіційного Тбілісі.

## Наслідки
Громадянська війна призвела до десятиліття політичної нестабільності, перманентної фінансової, економічної та соціальної кризи в Грузії. Ситуація почала поступово стабілізуватися після 1995 року, проте радикальні звіадисти продовжували збройний спротив, організували кілька терактів і диверсій. Їм висунули звинувачення у замаху на президента Едуарда Шеварднадзе 9 лютого 1998 року. Кілька днів потому прихильники колишнього президента викрали чотирьох спостерігачів Місії ООН у Грузії в Зугдіді. Деякі із організаторів викрадення здалися урядовим військам, однак лідер звіадистів Гоча Есебуа втік і був убитий у перестрілці з поліцією 31 березня.
18 жовтня 1998 року офіцери-звіадисти на чолі з Акакієм Еліавою здійснили спробу повстання, яке виявилось невдалим. Еліава продовжував партизанську боротьбу аж до своєї загибелі в перестрілці із силовиками 2000 року.
26 січня 2004 року новообраний президент Міхеіл Саакашвілі офіційно реабілітував Гамсахурдію, намагаючись, за його словами, «покласти край розколу суспільства». Він також звільнив 32 прихильників Гамсахурдії, заарештованих урядом Шеварднадзе в 1993—1994 роках, які досі перебували у в'язницях.